# In da Club
"In da Club" là một bài hát của rapper người Mỹ 50 Cent nằm trong album phòng thu đầu tay của anh, Get Rich or Die Tryin' (2003). Nó được phát hành vào ngày 7 tháng 1 năm 2003 bởi Aftermath Entertainment, Shady Records, Interscope và Universal Music Group như là đĩa đơn đầu tiên trích từ album. Bài hát được viết lời bởi 50 Cent, Dr. Dre và Mike Elizondo, trong khi phần sản xuất được đảm nhiệm bởi Dr. Dre với sự tham gia hỗ trợ sản xuất từ Elizondo. Ban đầu được dự định sẽ do nhóm nhạc hip hop D12 thể hiện, "In da Club" là một trong những bài hát đầu tiên được nam rapper thu âm trong quá trình hợp tác với Dr. Dre. Đây là một bản gangsta rap kết hợp với East Coast hip hop với nội dung được 50 Cent mô tả như là "một bữa tiệc của cuộc sống. Mỗi ngày đều có ý nghĩa với mọi người vì mỗi ngày là sinh nhật của ai đó."
Sau khi phát hành, "In da Club" nhận được những phản ứng tích cực từ các nhà phê bình âm nhạc, trong đó họ đánh giá cao giai điệu bắt tai cũng như quá trình sản xuất của nó. Bài hát còn lọt vào danh sách những bản nhạc xuất sắc nhất mọi thời đại bởi nhiều tổ chức và ấn phẩm âm nhạc, bao gồm vị trí thứ 448 trong danh sách "500 Bài hát vĩ đại nhất" của Rolling Stone và thứ 10 trong danh sách "500 Bài hát xuất sắc nhất kể từ khi bạn sinh ra" của Blender. "In da Club" cũng tiếp nhận những thành công vượt trội về mặt thương mại, đứng đầu các bảng xếp hạng ở Úc, Canada, Đan Mạch, Đức, Ireland, New Zealand và Thụy Sĩ, và lọt vào top 10 ở hầu hết những quốc gia nó xuất hiện, bao gồm vươn đến top 5 ở nhiều thị trường lớn như Áo, Bỉ, Hà Lan, Na Uy, Thụy Điển và Vương quốc Anh. Tại Hoa Kỳ, nó đạt vị trí số một trên bảng xếp hạng Billboard Hot 100 trong chín tuần liên tiếp, trở thành đĩa đơn quán quân đầu tiên của 50 Cent tại đây.
Video ca nhạc cho "In da Club" được đạo diễn bởi Philip Atwell, trong đó bao gồm những cảnh 50 Cent trải qua một khóa đào tạo tại Shady/Aftermath Records để trở thành một siêu sao trong tương lai, xen kẽ với những cảnh anh trình diễn bài hát trong một câu lạc bộ. Video còn có sự tham gia diễn xuất của nhiều nghệ sĩ khách mời Dr. Dre, Eminem, D12, Lloyd Banks, Tony Yayo, The Game, Bang' Em Smurf, Young Buck, Xzibit và DJ Whoo Kid. Nó đã nhận được nhiều lượt yêu cầu phát sóng trên nhiều kênh truyền hình âm nhạc như MTV, VH1 và BET, cũng như nhận được năm đề cử tại giải Video âm nhạc của MTV năm 2003 cho Video của năm, Video xuất sắc nhất của nam ca sĩ, Bình chọn của khán giả, Video Rap xuất sắc nhất và Nghệ sĩ mới xuất sắc nhất, và chiến thắng hai giải sau.
Để quảng bá cho "In da Club", 50 Cent đã trình diễn nó trên nhiều chương trình truyền hình và lễ trao giải lớn, bao gồm CD:UK, Saturday Night Live, Top Of The Pops, giải Điện ảnh của MTV năm 2003 và giải Brit năm 2004 cũng như trong tất cả những chuyến lưu diễn trong sự nghiệp của anh. Được ghi nhận là bài hát trứ danh của 50 Cent, bài hát đã được hát lại và sử dụng làm nhạc mẫu bởi nhiều nghệ sĩ, như Beyoncé, Ed Sheeran, Mary J. Blige, P. Diddy và Lil Wayne, đồng thời xuất hiện trên nhiều tác phẩm điện ảnh và truyền hình, như Soul Plane, Shark Tale, Beauty Shop, Dead Tone, The Wire, CSI: Crime Scene Investigaiton và Revenge. Ngoài ra, nó còn được công nhận là một trong những bản rap phổ biến nhất thuộc thể loại này, và chiến thắng nhiều giải thưởng tại những lễ trao giải quan trọng, bao gồm giải thưởng âm nhạc Billboard năm 2003 cho Đĩa đơn Hot 100 của năm, bên cạnh hai đề cử giải Grammy ở hạng mục Trình diễn solo Rap nam xuất sắc nhất và Bài hát Rap xuất sắc nhất tại lễ trao giải thường niên lần thứ 46.

## Danh sách bài hát
Đĩa CD tại châu Âu
1. "In da Club" – 3:49
2. "Wanksta" – 3:42

Đĩa CD maxi tại châu Âu
1. "In da Club" – 3:48
2. "Wanksta" – 3:41
3. "In da Club" (không lời) – 6:18
4. "In da Club" (video ca nhạc) – 4:08
5. "Wanksta" (video ca nhạc) - 3:49

Đĩa CD tại Anh quốc
1. "In da Club" (bản sạch) – 3:48
2. "In da Club" (bản chưa kiểm duyệt) – 3:45
3. "Wanksta" (bản chưa kiểm duyệt) – 3:39
4. "In da Club" (video ca nhạc) – 4:08

## Xếp hạng
| Bảng xếp hạng (2003)                     | Vị trí cao nhất |
| ---------------------------------------- | --------------- |
| Úc (ARIA)                                | 1               |
| Áo (Ö3 Austria Top 40)                   | 3               |
| Bỉ (Ultratop 50 Flanders)                | 2               |
| Bỉ (Ultratop 50 Wallonia)                | 4               |
| Canada (Canadian Singles Chart)          | 1               |
| Đan Mạch (Tracklisten)                   | 1               |
| Châu Âu (European Hot 100 Singles)       | 1               |
| Phần Lan (Suomen virallinen lista)       | 8               |
| Pháp (SNEP)                              | 16              |
| Đức (Official German Charts)             | 1               |
| Hy Lạp (IFPI Greece)                     | 3               |
| Ireland (IRMA)                           | 1               |
| Ý (FIMI)                                 | 9               |
| Hà Lan (Dutch Top 40)                    | 2               |
| Hà Lan (Single Top 100)                  | 2               |
| New Zealand (Recorded Music NZ)          | 1               |
| Na Uy (VG-lista)                         | 3               |
| Thụy Điển (Sverigetopplistan)            | 4               |
| Thụy Sĩ (Schweizer Hitparade)            | 1               |
| Anh Quốc (OCC)                           | 3               |
| Hoa Kỳ Billboard Hot 100                 | 1               |
| Hoa Kỳ Hot R&B/Hip-Hop Songs (Billboard) | 1               |
| Hoa Kỳ Pop Airplay (Billboard)           | 1               |
| Hoa Kỳ Hot Rap Songs (Billboard)         | 1               |
| Hoa Kỳ Rhythmic (Billboard)              | 1               |

| Bảng xếp hạng (2003)                 | Vị trí |
| ------------------------------------ | ------ |
| Australia (ARIA)                     | 5      |
| Australia Urban (ARIA)               | 3      |
| Austria (Ö3 Austria Top 75)          | 37     |
| Belgium (Ultratop 50 Flanders)       | 9      |
| Belgium (Ultratop 40 Wallonia)       | 13     |
| Denmark (Tracklisten)                | 6      |
| Europe (European Hot 100 Singles)    | 7      |
| Finland (Suomen virallinen lista)    | 23     |
| France (SNEP)                        | 57     |
| Germany (Official German Charts)     | 10     |
| Ireland (IRMA)                       | 3      |
| Italy (FIMI)                         | 28     |
| Netherlands (Dutch Top 40)           | 8      |
| Netherlands (Single Top 100)         | 18     |
| New Zealand (Recorded Music NZ)      | 4      |
| Sweden (Sverigetopplistan)           | 10     |
| Switzerland (Schweizer Hitparade)    | 8      |
| UK Singles (Official Charts Company) | 13     |
| US Billboard Hot 100                 | 1      |
| US Hot R&B/Hip-Hop Songs (Billboard) | 1      |
| US Pop Songs (Billboard)             | 7      |
| US Rap Songs (Billboard)             | 1      |
| US Rhythmic (Billboard)              | 3      |

| Bảng xếp hạng (2000-09)              | Vị trí |
| ------------------------------------ | ------ |
| Australia (ARIA)                     | 55     |
| US Billboard Hot 100                 | 24     |
| US Hot R&B/Hip-Hop Songs (Billboard) | 30     |
| US Rap Songs (Billboard)             | 5      |

| Bảng xếp hạng                        | Vị trí |
| ------------------------------------ | ------ |
| US Billboard Hot 100                 | 153    |
| US Hot R&B/Hip-Hop Songs (Billboard) | 42     |
| US Rap Songs (Billboard)             | 37     |

## Chứng nhận
| Quốc gia | Chứng nhận  | Số đơn vị/doanh số chứng nhận |
| --- | ----------- | ----------------------------- |
| Úc (ARIA) | 2× Bạch kim | 140.000^                      |
| Bỉ (BEA) | Vàng        | 25.000*                       |
| Đan Mạch (IFPI Đan Mạch) | Vàng        | 5,000^                        |
| Đức (BVMI) | 3× Vàng     | 750.000‡                      |
| Ý (FIMI) | Bạch kim    | 50.000*                       |
| New Zealand (RMNZ) | 2× Bạch kim | 20.000*                       |
| Thụy Điển (GLF) | Vàng        | 15.000^                       |
| Thụy Sĩ (IFPI) | Vàng        | 20.000^                       |
| Anh Quốc (BPI) | Bạch kim    | 600.000‡                      |
| Hoa Kỳ (RIAA) Nhạc số | Vàng        | 500.000^                      |
| Hoa Kỳ (RIAA) Nhạc chuông | Vàng        | 500.000^                      |
| * Chứng nhận dựa theo doanh số tiêu thụ. ^ Chứng nhận dựa theo doanh số nhập hàng. ‡ Chứng nhận dựa theo doanh số tiêu thụ và phát trực tuyến. |             |                               |